# پلاگ قابل ذوب

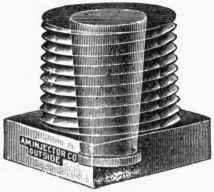
طرحی از یک پلاگ قابل ذوب، که هسته مخروطی جسم را نشان می دهد.

پلاگ قابل ذوب یک استوانه رزوه‌دار فلزی است که معمولاً از برنز ، برنج یا برنج قرمز ساخته شده که سوراخی مخروطی شکل در طول آن وجود دارد. این سوراخ با یک فلز با نقطه ذوب پایین مهر و موم شده است که در صورت رسیدن به دمای از پیش تعیین شده و بالا، از بین می‌رود. استفاده اولیه از پلاگ قابل ذوب به عنوان یک اقدام احتیاطی ایمنی در برابر سطوح پایین آب در دیگ های بخار بود، اما به تدریج کاربردهای استفاده از آن به سایر مخازن بسته مانند سیستم های تهویه مطبوع و مخازن برای انتقال گازهای خورنده و ال‌پی‌جی گسترش یافت.

## اهداف استفاده

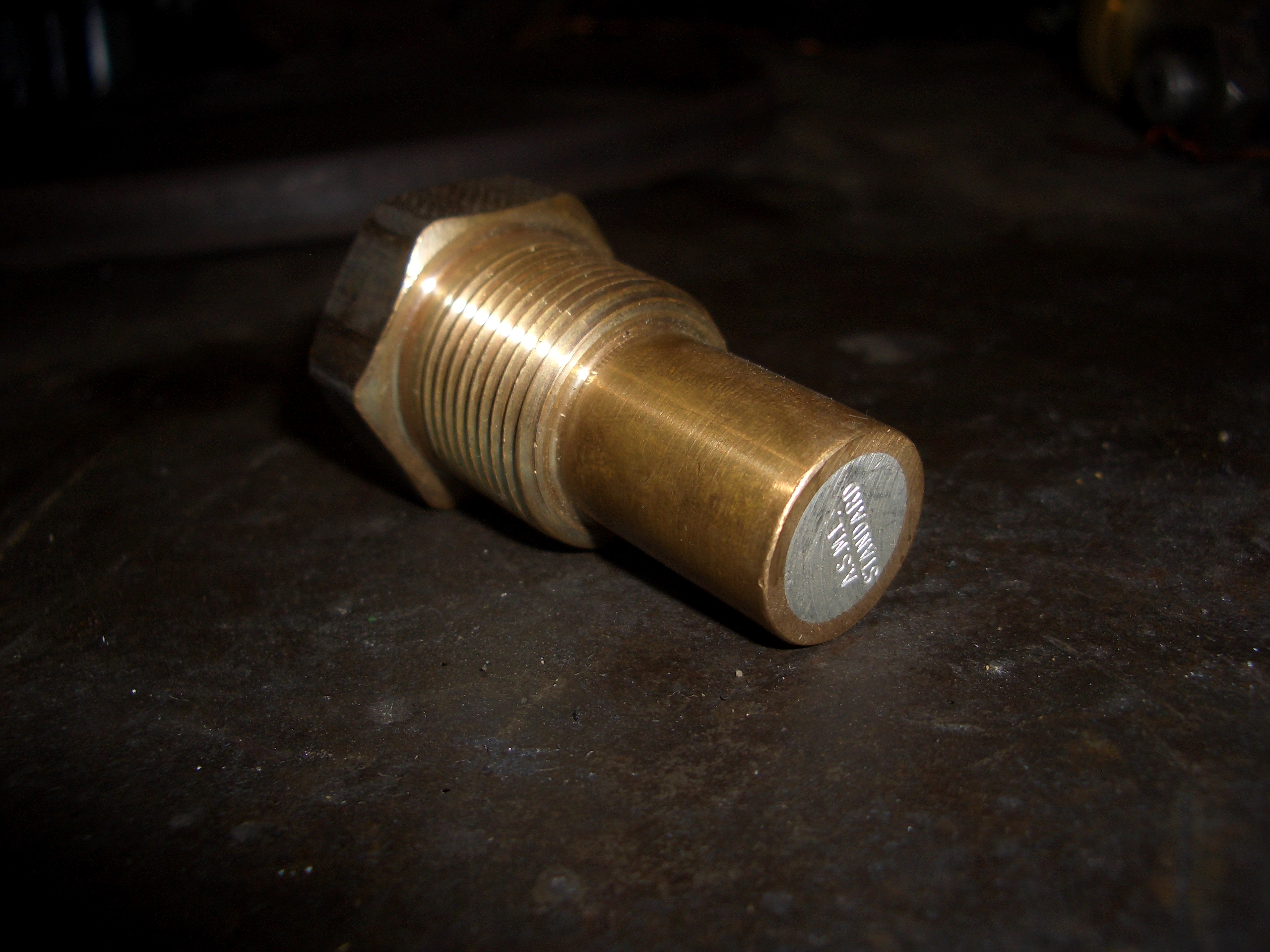
هسته فلزی با نقطه ذوب پایین در این پلاگ قابل ذوب مدرن قابل مشاهده است.

یک پلاگ قابل ذوب به عنوان یک سوپاپ اطمینان زمانی که دماهای خطرناک -به جای فشارهای خطرناک- در یک ظرف بسته به وجود می‌آیند عمل می‌کند. در دیگ های بخار، پلاگ قابل ذوب به صفحه بالایی جعبه آتش پیچ می شود که معمولاً حدود یک اینچ (۲۵ میلیمتر) در فضای آب بالای آن امتداد می یابد. هدف آن این است که در مواقعی که سطح آب به‌طور خطرناکی پایین می‌آید، به عنوان آخرین گزینه ایمنی عمل کند: هنگامی که بالای پلاگ از آب خارج شود، بیش از حد گرم شده، و هسته با نقطه ذوب پایین آن ذوب می‌شود و همزمان با ایجاد صدا سبب انتشار بخار به داخل جعبه آتش برای هشدار دادن به اپراتورها قبل از خشک شدن کامل بالای جعبه آتش -که می تواند منجر به خرابی فاجعه بار دیگ شود- می‌شود. دمای گازهای دودکش در جعبه آتش موتور بخار می تواند به ۵۵۰ درجه سانتیگراد برسد، که در آن دما مس، که از نظر تاریخی بیشتر جعبه‌های آتش از آن ساخته شده‌اند، نرم می‌شود و دیگر نمی‌تواند فشار دیگ را حفظ کند و اگر آب به سرعت در دیگ ریخته نشود و آتش خاموش شود، انفجار شدیدی ایجاد می‌شود. .  سوراخ داخل پلاگ بسیار کوچکتر از آن است که تأثیر زیادی در کاهش فشار بخار داشته باشد و انتظار نمی‌رود مقدار آب کمی که از آن عبور می‌کند تأثیر زیادی در خاموش کردن آتش داشته باشد. 

## تاریخچه

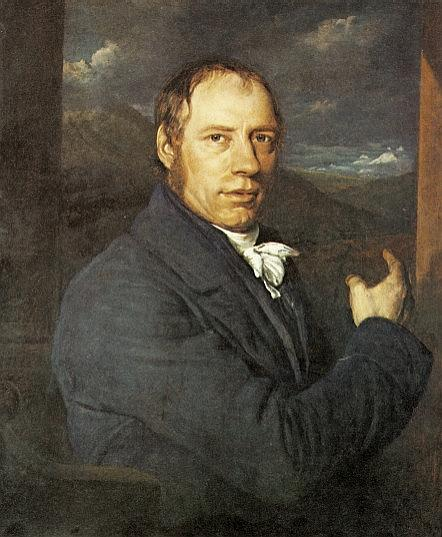
ریچارد ترویتیک، مهندس و مخترع بریتانیایی

این وسیله در سال ۱۸۰۳ توسط ریچارد ترویتیک، طرفدار موتورهای بخار پرفشار، در نتیجه انفجار در یکی از دیگ‌های جدیدش اختراع شد. مخالفان او مشتاق بودند که کل مفهوم بخار پرفشار را محکوم کنند، اما ترویتیک ثابت کرد که این حادثه به این دلیل رخ داده است که مسئول مخزن او از پرآب نگه داشتن دیگ بخار غفلت کرده است. او برای مقابله با این انتقادات، اختراع خود را به‌طور گسترده و بدون ثبت اختراع، منتشر کرد.  

### آزمایش‌ها
آزمایش‌هایی که توسط موسسه فرانکلین بوستون، در دهه ۱۸۳۰ انجام شد، در ابتدا در مورد اضافه کردن آب به محض مشاهده خروج بخار از طریق پلاگ قابل ذوب تردیدهایی ایجاد کرد. در این آزمایش، یک دیگ بخار که بر آن یک پنجره دید کوچک شیشه‌ای نصب شده بود بیش از دمای عملیاتی معمولی خود گرم شده و سطح آب آن زیر بالای جعبه آتش قرار داشت. هنگامی که آب به آن اضافه شد، مشخص شد که فشار به‌طور ناگهانی افزایش یافته و شیشه پنجره دید شکسته شده است. این گزارش به این نتیجه رسید که دمای بالای فلز، آب اضافه شده را بسیار سریع تبخیر کرده است و انفجار نتیجه‌ای اجتناب ناپذیر بود.  در سال ۱۸۵۲ بود که این فرض به چالش کشیده شد: توماس ردموند، یکی از بازرسان همان مؤسسه، به‌طور خاص این نظریه را در تحقیقات خود در مورد انفجار دیگ بخار در کشتی بخار رداستون در رودخانه اوهایو در ۳ آوریل همان سال رد کرد.  یک تحقیق در سال ۱۹۰۷ در ولز به نتیجه مشابهی رسید: یک لوکوموتیو بخار متعلق به راه‌آهن Rhymney به‌طور ناخواسته با سوپاپ‌های ایمنی که به اشتباه مونتاژ شده بودند، فرستاده شد. در این لوکوموتیو، فشار در دیگ بخار تا حدی افزایش می‌یابد که انژکتورها از کار می‌افتند. همچنین ورق بالایی در اثر حرارت آتش ضعیف شده و به طرز فجیعی از هم جدا شد. تحقیقات به رهبری سرهنگ درویت از سازمان بازرسی راه‌آهن، این نظریه را رد کرد که مسئولان موتور موفق به راه اندازی انژکتورها شده‌اند و همچنین سیل ناگهانی آب سرد باعث چنان تولید بخاری شده که دیگ بخار می‌ترکد. او نتایج آزمایش‌های انجمن کاربران بخار منچستر (یک سازمان ملی گواهی و بیمه دیگ بخار) را نقل کرد که ثابت کرد وزن مس موجود (با توجه به گرمای ویژه آن) برای تولید بخار کافی برای بالا بردن فشار دیگ کافی نبود. در واقع، اضافه کردن آب سرد باعث کاهش فشار شده بود. از آن زمان به بعد پذیرفته شد که اقدام صحیح در صورت کارکرد پلاگ قابل ذوب اضافه کردن آب است. 

## نگهداری

### ترکیب آلیاژی
بررسیها اهمیت آلیاژ در عمر پلاگ را نشان می‌دهند. آلیاژها در ابتدا ترجیح داده شده بودند چرا که نقطه ذوب یوتکتیک کمتری نسبت به فلزات خالص داشتند. اگرچه مشخص شد که آلیاژها به‌طور نامناسبی عمر می‌کنند و می توانند توسعه ماتریس اکسیدها را در سطح آب پلاگ تشدید کنند، این ماتریس‌ها دارای نقطه ذوب بالایی اند که باعث می شود پلاگ غیر قابل استفاده شود. در سال ۱۸۸۸، سرویس بازرسی قایق‌های بخار ایالات متحده الزامی را ایجاد کرد که پلاگ‌ها باید از قلع خالص ساخته شده و سالانه جایگزین شوند.  

### عمر پلاگ‌ها
در تحقیقات دهه ۱۹۲۰ توسط موسسه استاندارد ایالات متحده همراه با سرویس بازرسی قایق بخار مشخص شد که در هنگام استفاده، رسوب آهک و خوردگی بالای هسته قابل دوب می‌تواند نقطه ذوب دستگاه را افزایش داده و از کارکرد آن در صورت نیاز جلوگیری کند. شیوه ایمنی کنونی در لکوموتیوها مستلزم بازرسی پلاگ‌های جدید پس از ۱۵ تا ۳۰ روز کاری (بسته به وضعیت آب و استفاده از لوکوموتیو) یا حداقل هر شش ماه یکبار بسته به فشار و دمای کار دیگ است. 

## کاربردهای دیگر
اصل پلاگ‌های قابل ذوب برای حمل و نقل گازهای نفتی مایع نیز اعمال می شود، جایی که پلاگ‌های قابل ذوب (یا تکه‌های کوچک و در معرض غشای پوشش ظروف) طوری طراحی شده‌اند که در صورت رسیدن به دمای خیلی بالا ذوب یا متخلخل شوند. ظروف گازهای خورنده، مانند ظروف مورد استفاده برای کلر مایع، دارای یک یا چند پلاگ قابل ذوب با دمای کاری حدود ۷۰ تا ۷۴ درجه سانتی‌گراد هستند.
پلاگ‌های قابل ذوب در چرخ های هواپیما، (معمولاً در هواپیماهای بزرگتر یا با کارایی بالا)، رایج هستند. بارهای حرارتی بسیار زیاد ناشی از شرایط فرود و ترمز غیرعادی (مانند تیک‌آف لغو شده با سرعت بالا، که در آن یک هواپیمای سنگین با سوخت زیاد باید از سرعت بسیار بالا تا توقف در فاصله نسبتاً کوتاهی به شدت ترمز کند) می‌تواند باعث افزایش بسیار زیاد فشار در لاستیک‌ها شوند که ممکن است لاستیک منفجر شود، بنابراین از پلاگ‌های قابل ذوب به عنوان مکانیزم تسکین استفاده می شود. گاز تخلیه شده ممکن است برای خنک کردن سطوح ترمز به سمت آنها هدایت شود. 
گاهی اوقات این پلاگ‌ها به منظور احتیاط در برابر اشتعال هر گونه بخار روغن روانکاری به گیرنده های کمپرسورهای هوا تعبیه می شوند. اگر عمل کمپرسور، هوا را بالاتر از دمای مطمئن گرم کند، هسته ذوب شده و فشار را آزاد می کند. 
در گذشته، سیستم‌های تهویه مطبوع خودرو معمولاً به این پلاگ‌ها مجهز می‌شدند که در دمای ۱۰۰ تا ۱۱۰ درجه سلسیوس کار می‌کردند، اما به دلیل نگرانی در مورد اثرات زیست‌محیطی گاز مبرد آزاد شده، این عملکرد توسط یک کلید برق جایگزین شده است. 
یک نوع گاوصندوق نسوز ثبت اختراع شده در سال ۱۸۶۷ از یک پلاگ قابل ذوب استفاده می‌کند تا در صورت بالا رفتن دمای بیرونی، محتویات آن را با آب خیس کند.  
پلاگ‌های قابل ذوب ایمنی راکتورهای هسته ای توریم فلورید مایع را با جلوگیری از گرم شدن بیش از حد راکتور افزایش می‌دهند. در صورت رسیدن به حد دمای مجاز، یک پلاگ که در پایین راکتور قرار داده شده است ذوب می شود و به سوخت راکتور سیال اجازه می دهد تا به مخازن ذخیره‌سازی زیرزمینی تخلیه شود و از ذوب هسته ای جلوگیری کند. 